# Sölden (Oostenrijk)
Sölden is een gemeente aan het eind van het Ötztal in het district Imst van de Oostenrijkse deelstaat Tirol. Sölden is qua oppervlakte de grootste gemeente van Oostenrijk.
Met meer dan twee miljoen overnachtingen per jaar en 15.000 hotelbedden is Sölden na Wenen de grootste toeristische trekpleister van Oostenrijk. Sölden is een skigebied met name georiënteerd op het wintertoerisme.

## Geografie
Het gemeentegebied van Sölden strekt zich uit van de groene vierde Ötztaler terrashelling tot aan de grens met Italië in het zuiden. Gletsjers bedekken 146 km² van het gemeenteoppervlak, 321 km² wordt ingenomen door bergen, alpenweiden en bossen en slechts 1 km² is bebouwd gebied. Tot de gemeente behoren de dorpen Sölden, Hochsölden, Zwieselstein, Gurgl, Heiligkreuz en Vent.

## Geschiedenis
Reeds in de steentijd zochten jagers en herders de hooggelegen alpenweiden in het meest zuidelijke deel van het Ötztal op. Het bewijs hiervoor werd geleverd door de vondst van een ijsmummie uit de steentijd. Herders trokken vanuit het zuiden over de hoofdkam van de Alpen en rond 4500 v.Chr. vergrootten zij de bruikbare weidegrond door de bossen aan de rand plat te branden. Het binnenste Ötztal werd in het begin alleen gebruikt als bergweide vanuit de Vinschgau (Italiaans: Val Venosta) in het Italiaanse Zuid-Tirol. Langzamerhand werd het dal vanuit het zuiden uit bewoond, wat heeft geleid tot talrijke plaatsnamen van Reto-Romaanse afkomst, met name in het Venter Tal. Het dialect dat wordt gesproken in het zuidelijkste puntje van het Ötztal bevat relatief veel Retoromaanse uitdrukkingen.
De plaatsnaam Sölden is afkomstig van het woord selda, wat zoiets als kleinste grootte van boerenbezit betekent. Sölden werd voor het eerst in 1150 in een officieel document vermeld als Seldon. In 1811 vormde Sölden een van de tien advocaatschappen van de rechtbank Petersberg en werd in 1817 tot zelfstandige gemeente uitgeroepen. In 1854 werd de gemeente Vent, tot en met 1826 nog vallend onder de rechtbank van Kastelbell in de Vinschgau, bij de gemeente Sölden gevoegd. Vanaf 1923 viel ook het deel van de gemeente Schnals (Italiaans: Senales) dat na de scheiding tussen Zuid-Tirol en de rest van Tirol in 1919 tot Oostenrijk bleef behoren onder de gemeente Sölden.

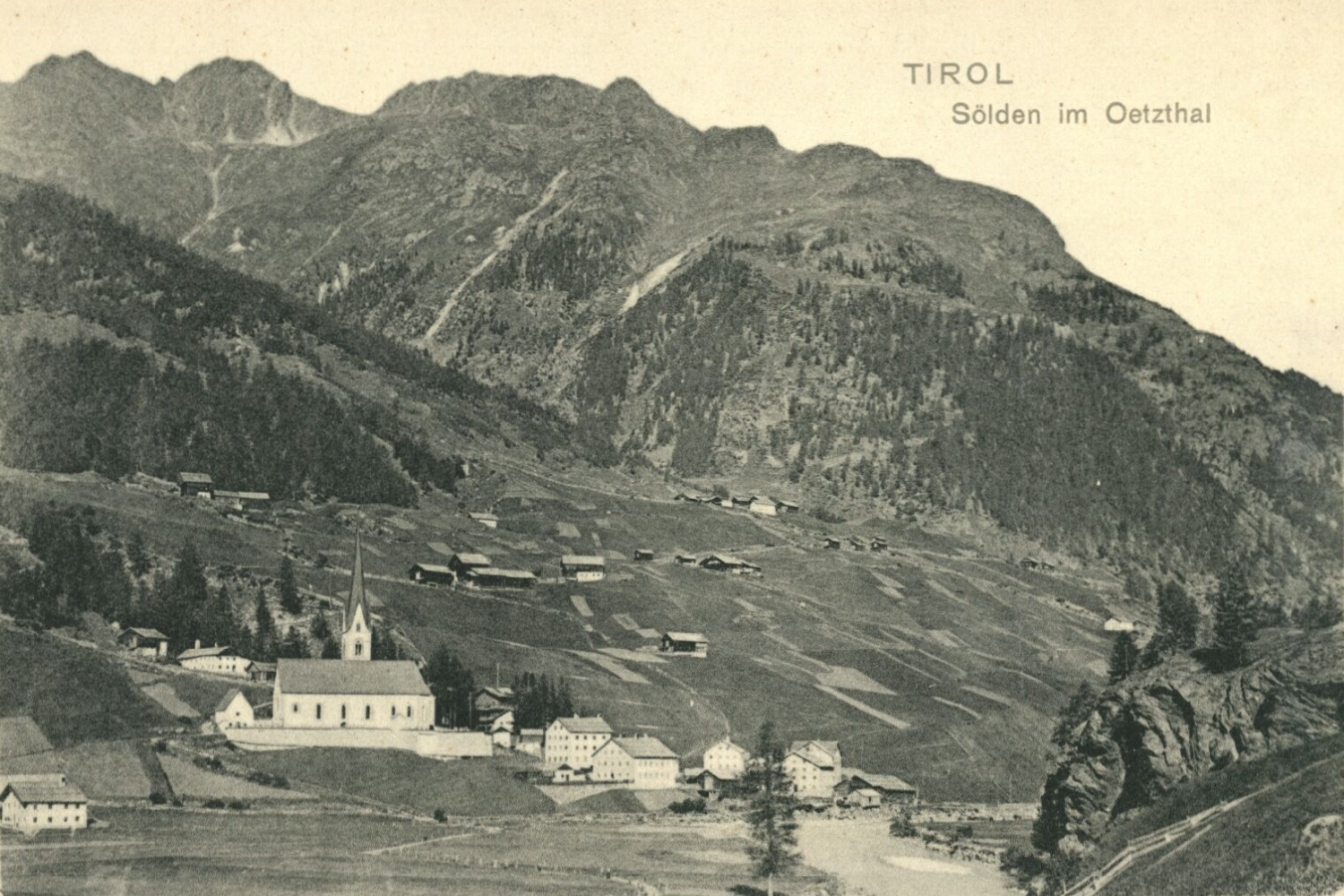
Ansichtkaart van Sölden met Berghof (1920)

Totdat het toerisme opkwam voorzagen de bewoners in hun levensonderhoud door het bedrijven van veeteelt en het drijven van handel over de passen Timmelsjoch en Hochjoch. In 1891 werden Sölden, Gurgl en Vent zelfstandige parochies. Halverwege de 19e eeuw begon de eerste toestroom van toeristen op gang te komen, nadat diverse schuilhutten en wegen waren gebouwd, mede op initiatief van de gletsjerpastoor Franz Senn.

## Skigebied

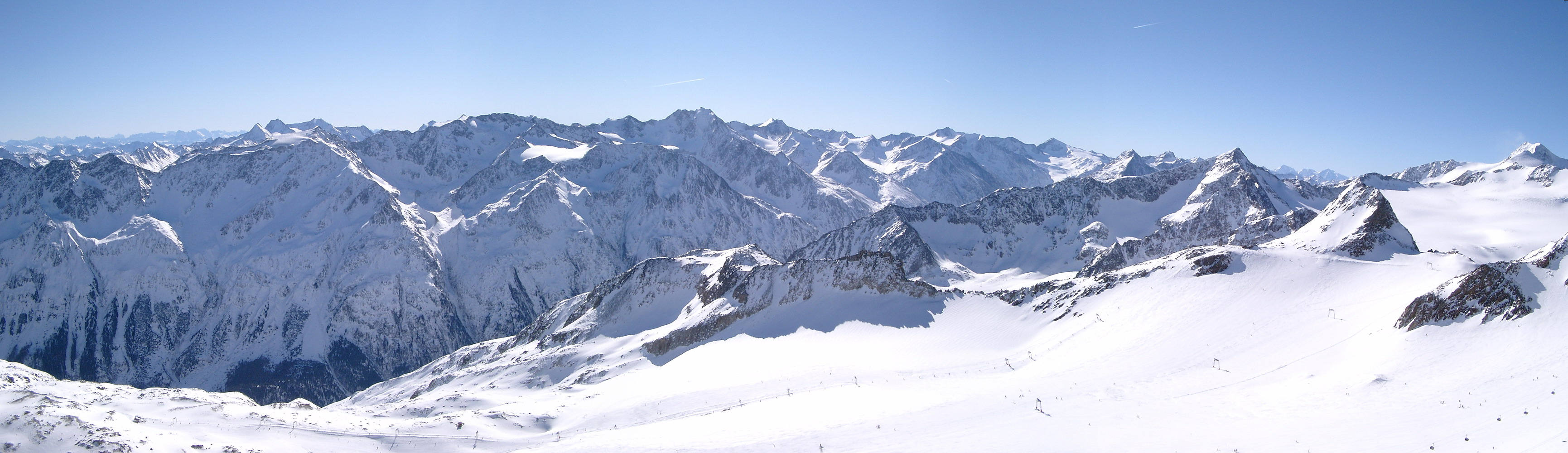
Tiefenbachgletsjer

De verdere ontwikkeling tot een wintersportcentrum begon in 1948 toen de eerste kabelbanen operationeel werden. In 1975 en 1981 werden respectievelijk de Rettenbachferner en de Tiefenbachferner door middel van stoeltjesliften bereikbaar. Het skigebied rond Sölden is inmiddels geheel door middel van 39 liften en gondels op elkaar aangesloten. Twee kabelbanen, op de bergen Giggijoch en Gaislachkogel brengen de wintersporters vanuit het dal (1377 m) boven de hoogtegrens van 2000 m. In het gehele skigebied bevindt zich 147 kilometer piste van wisselende moeilijkheidsgraad.

## Dorpen in de gemeente

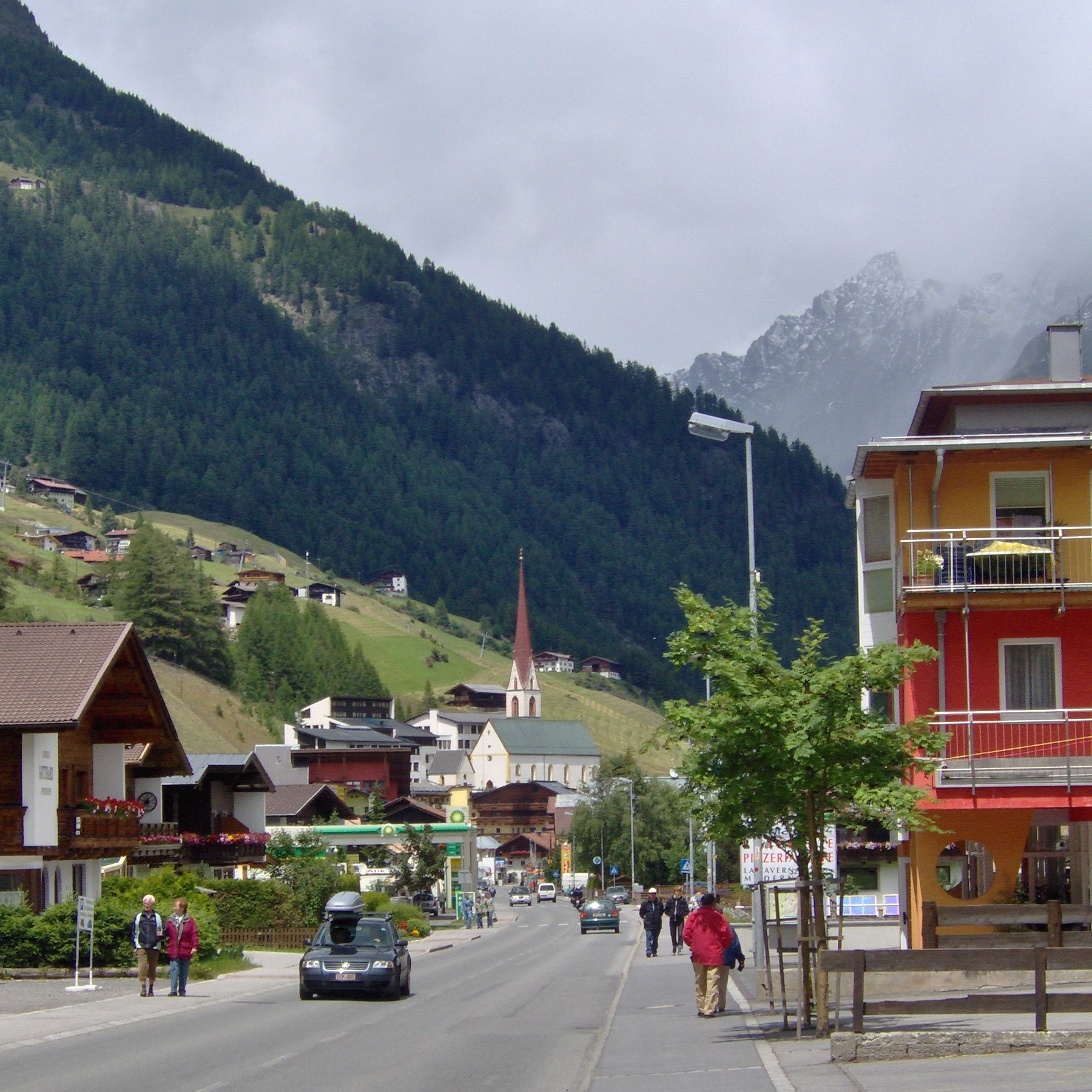
Blik op het centrum van Sölden en de hier lopende Ötztalstraße (B186)

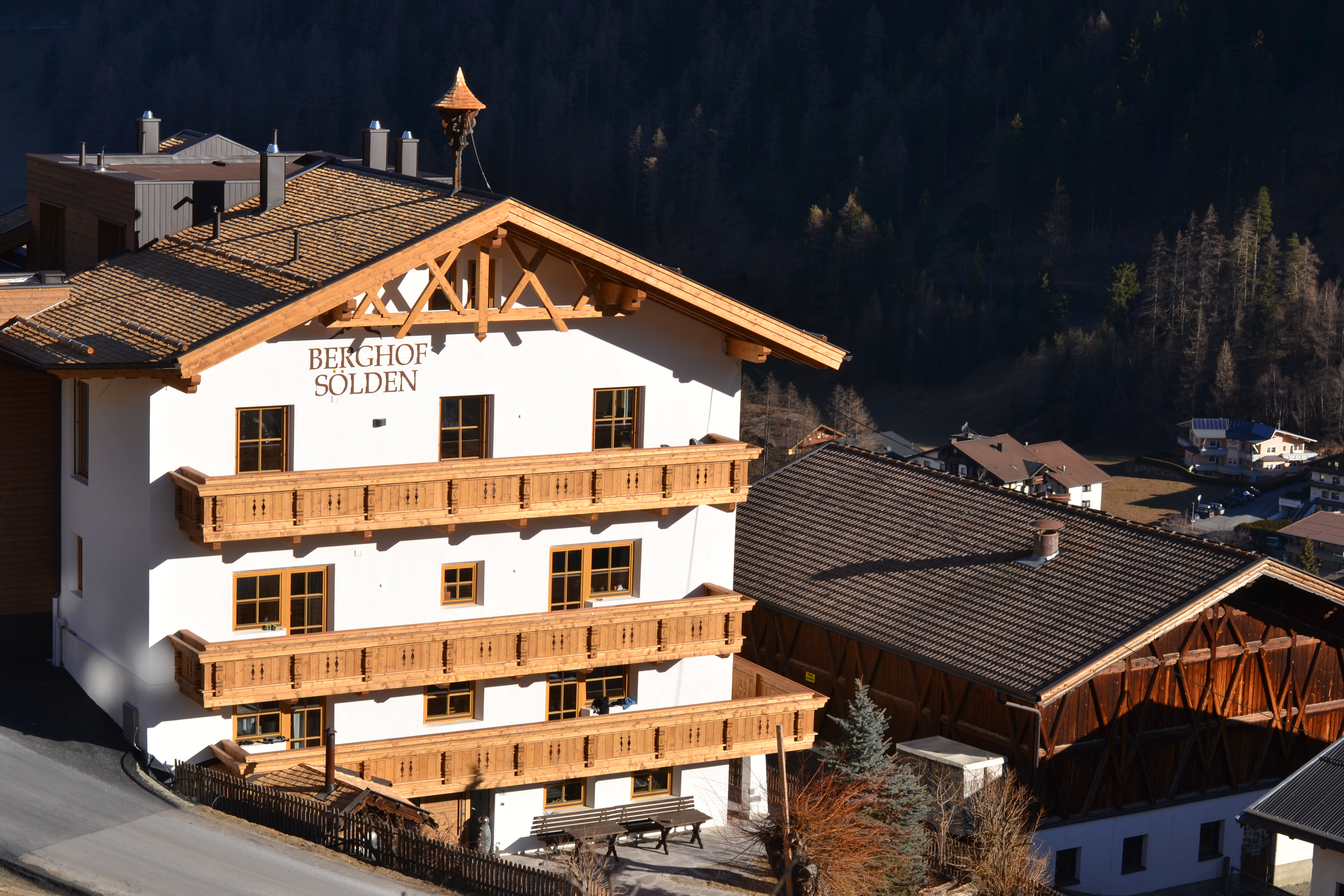
Oud gebouw boven Sölden. De Berghof - anno 1588, nu appartementencomplex

### Sölden

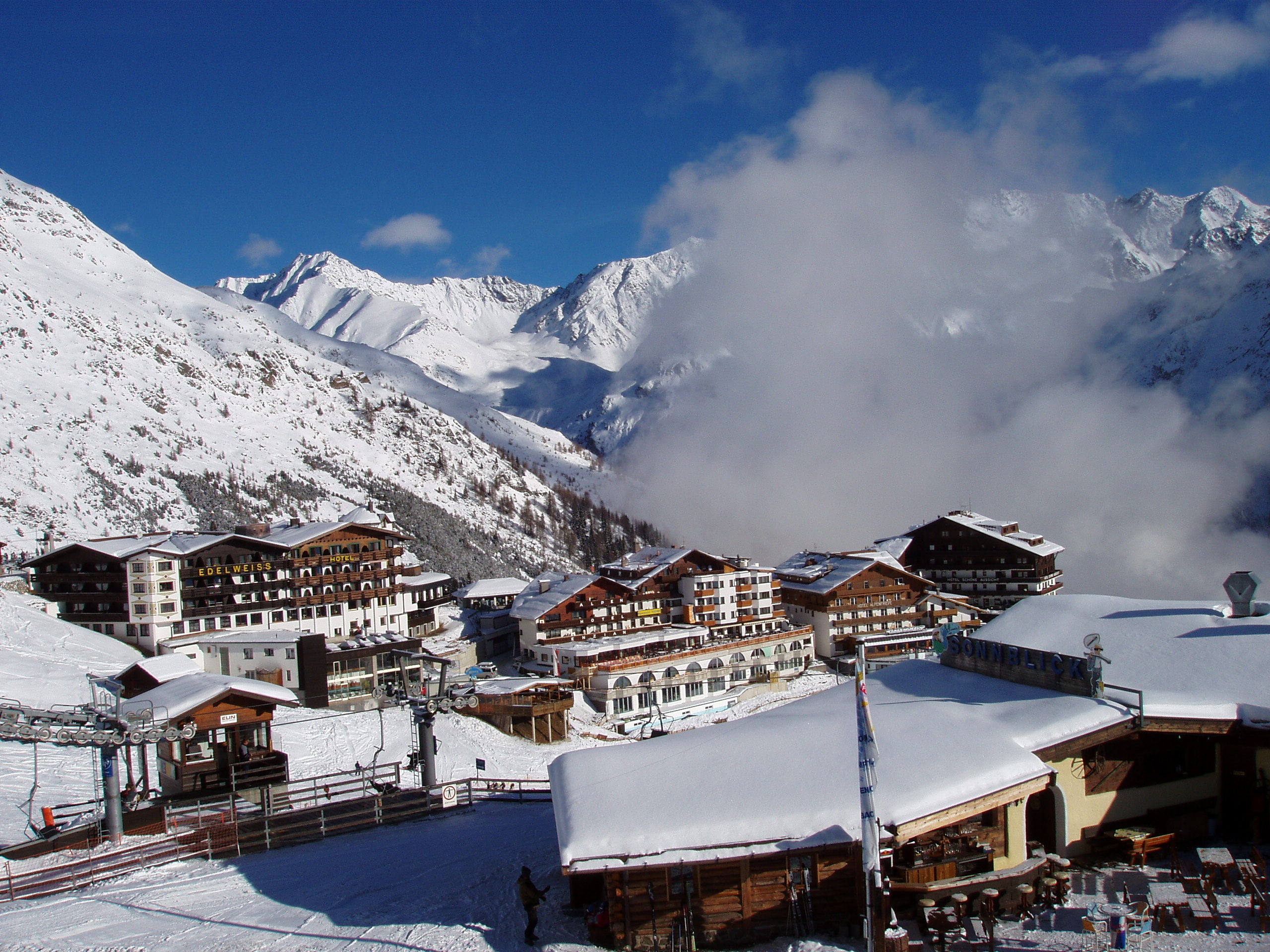
Hochsölden

Het voormalige dorpje Rettenbach vormt met zijn laatgotische kerk het centrum van Sölden. Rettenbach is met omliggende buurtschappen aan elkaar gegroeid tot een straatdorp, waar zich het toeristische centrum van de gemeente bevindt. In het zuiden van Sölden start de kabelbaan over de Gaislachkogel tot een hoogte van 3056 m. In het dorpsdeel Pitze splitst de dertien kilometer lange Ötztaler Gletscherstraße zich af van de Ötztalstraße (B186) in de richting van de skigebieden op de gletsjer Rettenbachferner en via de hoogstgelegen tunnel in de Alpen naar de gletsjer Tiefenbachferner.

### Hochsölden
Boven het dal ligt op ongeveer 2000 m hoogte het hotelcomplex Hochsölden, dat zowel via de weg als via een kabelbaan vanuit het dal bereikbaar is.

### Zwieselstein
Bij Zwieselstein deelt (Duits: zwieselt) het achterste deel van het Ötztal zich in het Venter Tal en het Gurgler Tal. In dit dorp zijn nog steeds vele oude houten huizen te vinden, waardoor het dorpskarakter bewaard is gebleven. Zwieselstein werd in 1269 voor het eerst als Twiselsteyn officieel vermeld.

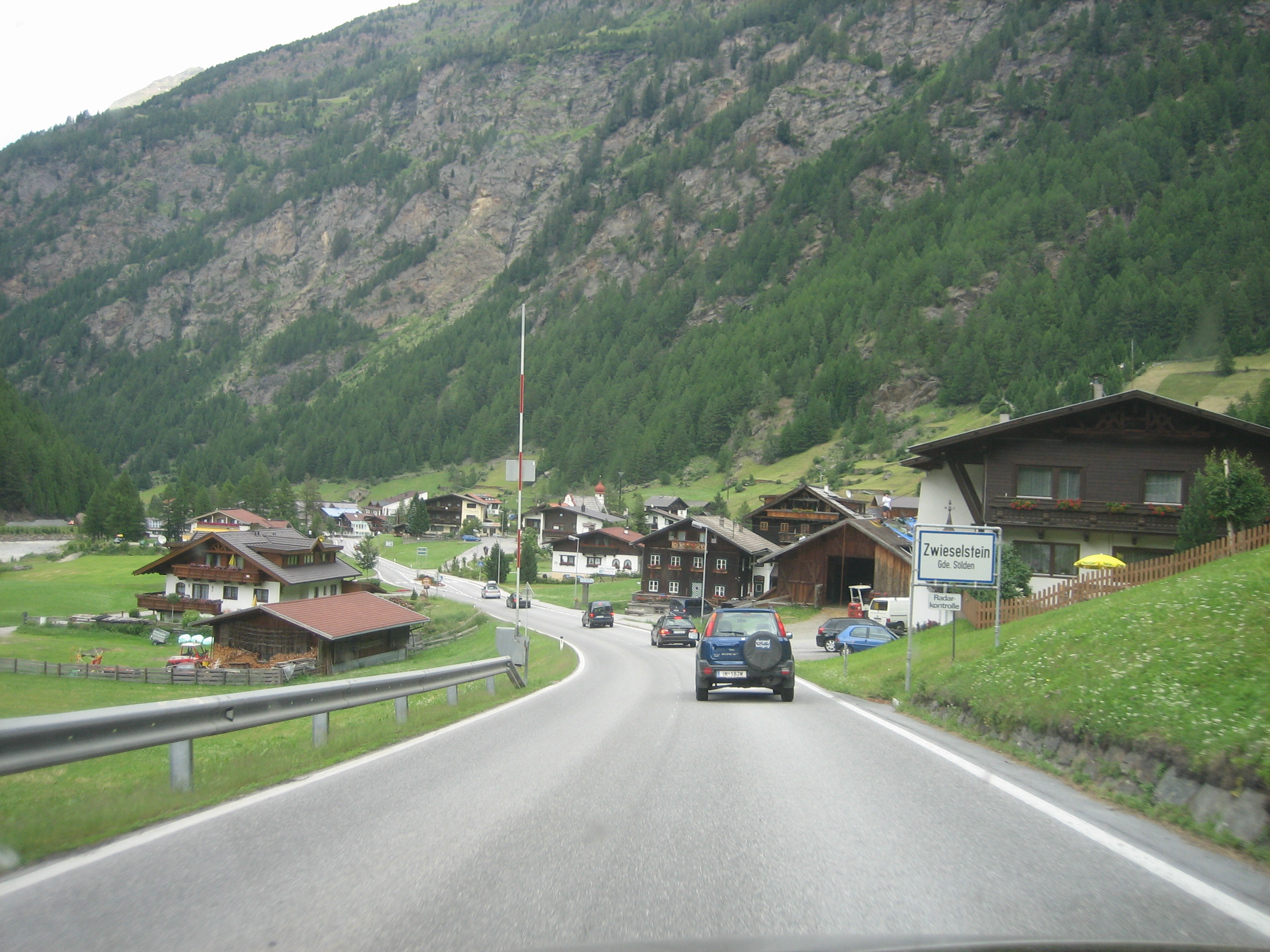
Zwieselstein

### Heiligkreuz
Heiligkreuz ligt op 1712 m hoogte en bestaat uit meerdere woonkernen die over een afstand van 8 km in het Venter Tal verspreid liggen. In 1956 werd begonnen met de aanleg van een weg naar deze huizen. Deze weg is inmiddels door middel van galerijen beschermd tegen lawines.

### Vent
Het bergbeklimmersdorp Vent ligt op een hoogte van 1900 m aan het einde van het Venter Tal. Op een hoogte van 2014 m ligt de alpenboerderij Rofenhofen, de hoogstgelegen boerderij in de oostelijke Alpen die het gehele jaar wordt bewoond. Vent werd voor het eerst vermeld in 1241 als Fende, wat zoiets als plaats zou kunnen betekenen. Net zoals deze naam zijn veel veldnamen van Reto-Romaanse oorsprong.
Het naburige gerecht Kastelbell sprak lange tijd recht over Vent. Bovendien waren alle alpenboerderijen eigendom van de grondheren uit Vinschgau. Pas vanaf 1827 viel Vent onder de rechtbank in Silz.
Ieder jaar trekken ongeveer 2000 schapen vanuit het Schnalstal (Italiaans: Val Senales) voor enkele maanden naar de zomerweiden bij Vent. De vondst van Ötzi dicht bij Hauslabjoch bewijst dat deze weg reeds vele duizenden jaren wordt bewandeld.

### Obergurgl en Hochgurgl

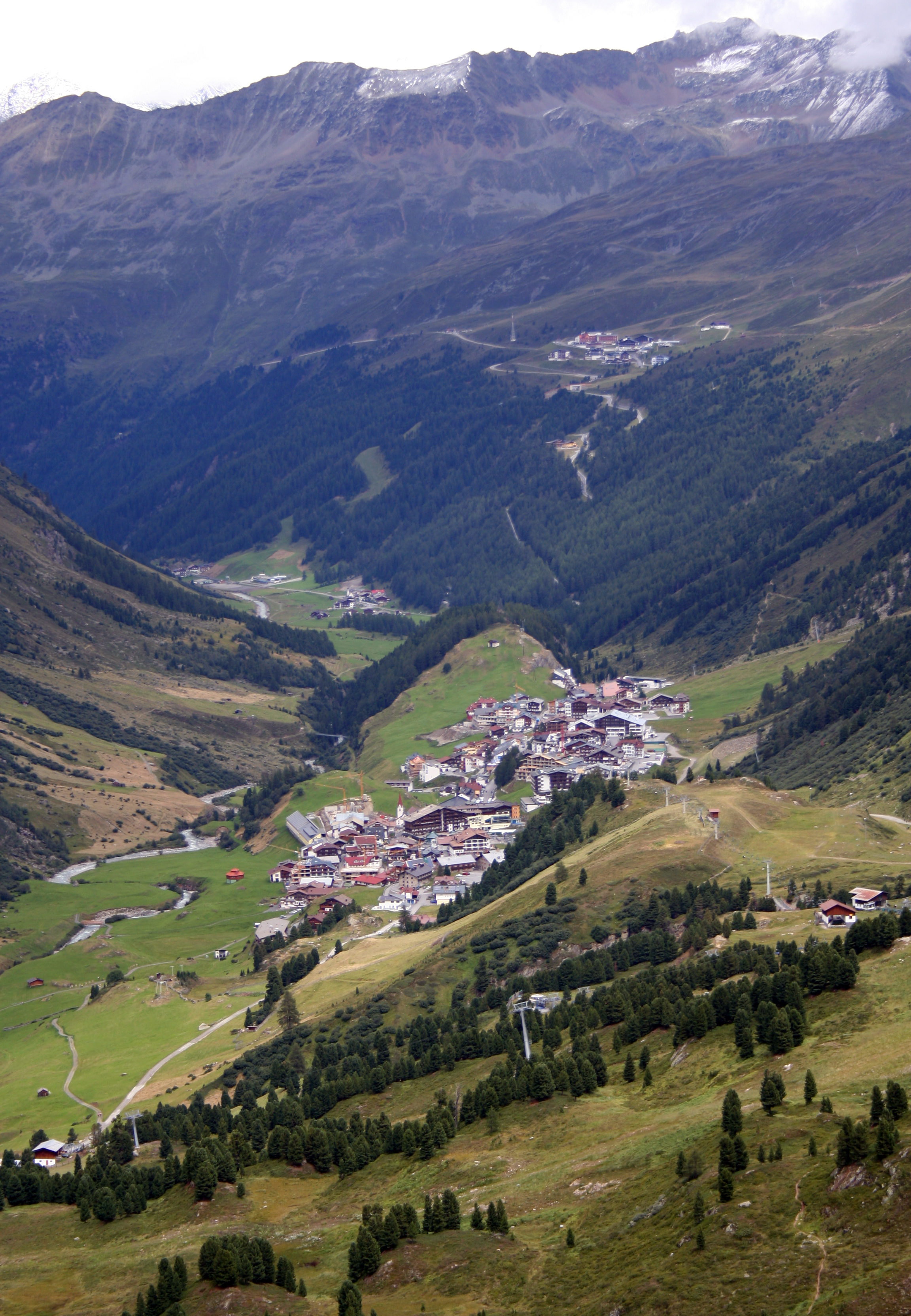
Blik op Obergurgl en Hochgurgl vanuit het zuiden

Aan het einde van het Gurgler Tal liggen Obergurgl, dat gelegen op een hoogte van 1930 m het hoogste kerkdorp van Oostenrijk is, en het hotelcomplex Hochgurgl, dat iets hoger op een hoogte van 2150 m aan de weg over de Timmelsjoch ligt en door middel van een kabelbaan met Obergurgl verbonden is. Beide plaatsen gelden als geliefd wintersportoord. Obergurgl is daarnaast ook standplaats van het Universiteitscentrum Obergurgl, een congres- en evenementscentrum van de Universiteit van Innsbruck. Obergurgl kreeg grotere toeristische bekendheid nadat de Zwitserse wetenschapper Auguste Piccard er op 27 mei 1933 op de Gurgler Ferner een noodlanding moest maken met zijn stratosfeerballon.